# Hardtwald nördlich von Karlsruhe (Landschaftsschutzgebiet)
Hardtwald nördlich von Karlsruhe ist ein Landschaftsschutzgebiet im Landkreis Karlsruhe in Baden-Württemberg.  

## Lage und Beschreibung
Das rund 3.077 Hektar große Landschaftsschutzgebiet entstand durch Sammelverordnung des Landratsamts Karlsruhe vom 15. Oktober 1962 zum Schutze von Landschaftsteilen im Landkreis Karlsruhe.
Das Schutzgebiet liegt nördlich des Stadtgebiets von Karlsruhe in dem Dreieck zwischen Eggenstein-Leopoldshafen, Stutensee und Graben-Neudorf. Es gehört zum Naturraum 223-Hardtebenen innerhalb der naturräumlichen Haupteinheit 22-Nördliches Oberrheintiefland. Das Landschaftsschutzgebiet Nr. 2.12.005 Nördliche Hardt schließen sich südlich an. Das Gebiet liegt vollständig im FFH-Gebiet Nr. 6916-342 Hardtwald zwischen Graben und Karlsruhe und im EU-Vogelschutzgebiet Nr. 6916-441 Hardtwald nördlich von Karlsruhe.

## Schutzzweck
Wesentlicher Schutzzweck ist es, das größte zusammenhängende Waldgebiet in der Rheinebene in seiner Vielfalt, Eigenart und Schönheit als in sich abgeschlossener Lebensraum von Tier- und Pflanzengesellschaften zu erhalten. Gleichzeitig soll damit ein Naherholungsraum in unmittelbarer Stadtnähe nachhaltig gesichert werden. Das Schutzgebiet dient zugleich wesentlich der Unterstützung stadtökologischer Funktionen, wie der Klimasteuerung, der Luftregeneration, der Immissionsminderung und ist zugleich Rückzugsraum der aus dem städtischen Bereich weitgehend verdrängten Flora und Fauna.